# Schloss Bruche
Das Schloss Bruche ist eine ehemalige Wasserburg am Ostrand der Stadt Melle im Landkreis Osnabrück in Niedersachsen an der Else.

## Geschichte
Der Adelssitz Bruche entstand 1350 aus dem Meierhof zu Broke, er war Stammsitz des ab 1180 nachweisbaren Geschlechts von Broke. Ungefähr 1402 ist von einer Burg und einer „alten Burg“ zu Bruche die Rede, es dürften somit zu diesem Zeitpunkt zwei befestigte Anlagen existiert haben. 1442 kaufte Johann von Möllenbeck die Burg und gab sie an seinen Neffen Johann von Kerssenbrock weiter, der 1458 mit Haus und Burgstelle belehnt wurde. Danach wechselte der Herrensitz häufig seine Besitzer. Zu ihnen gehörten die Herren von Oer (1519), von Arnim zu Boitzenburg (1685), von Hammerstein-Gesmold (1726), von dem Bussche zu Ippenburg (1752), von Münster zu Landegge (1792), von Redecker (1795), von Pestel (1805) und von Bar, denen das Gebäude seit 1922 gehört.
Nach den Baubefunden stammt die Vorburg in ihren Ursprüngen aus der Mitte des 15. Jahrhunderts. Zu Beginn des 16. Jahrhunderts wurde sie zu Wohnzwecken umgebaut. Das heutige Herrenhaus wurde von 1733 bis 1736 auf dem Platz der 1618 abgebrochenen alten Burg erbaut. Dabei wurde auch der bis dahin existierende Hausteich zugefüllt. Am Ende des 19. Jahrhunderts wurde der Graben zwischen Haupt- und Vorburg verfüllt, ebenso in der 1. Hälfte des 20. Jahrhunderts der Graben vor der westlichen Vorburg.

## Beschreibung
Auf einer vor 1733 entstandenen Karte ist noch der spätmittelalterliche Baubestand der Hauptburg zu sehen, während die Vorburg mit Ausnahme des Ostflügels schon große Ähnlichkeit mit dem heutigen Gebäudekomplex besitzt. Die Hauptburg liegt darauf in einem Hausteich, der von der übrigen Gräftenanlage durch einen Wall getrennt ist. Auf der Hauptburginsel ist ein zweiflügeliges Hauptgebäude eingezeichnet, dem im Süden und Westen zwei kleinere Bauten gegenüberstehen.

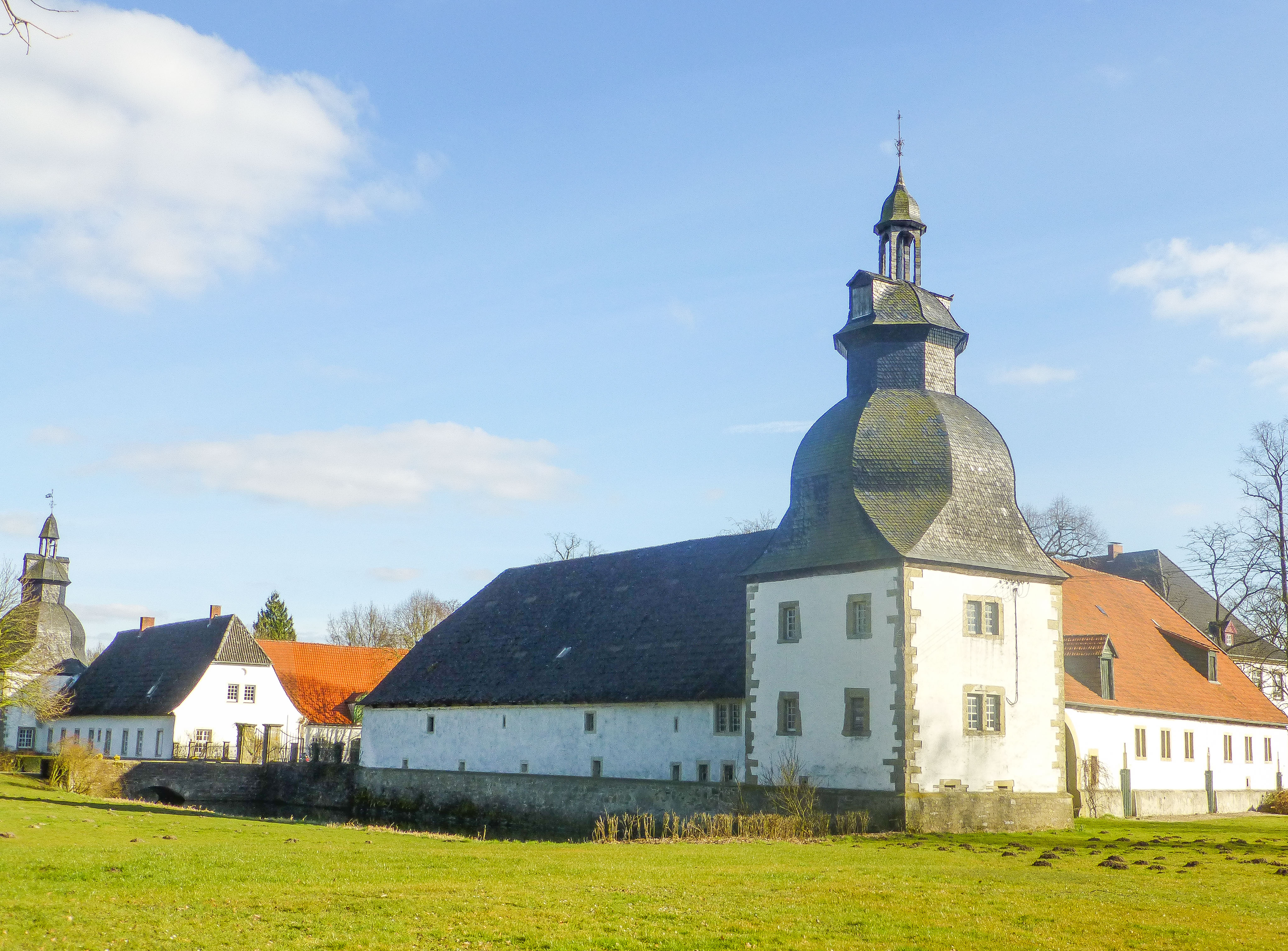
Die Vorburg von Schloss Bruche von Nordwesten

Das heutige Herrenhaus besteht aus einem zweistöckigen Rechteckbau mit leicht vorspringendem, übergiebelten Mittelrisalit und Freitreppe. Die Vorburg besteht aus zwei zweiflügeligen Bauten mit jeweils einem Eckturm. Beim Eckturm des westlichen Gebäudes handelt es sich um einen ursprünglichen Befestigungsturm der Burg, dem wahrscheinlich ein nicht mehr vorhandenes Äquivalent auf der Ostseite gegenüber stand. Er weist im Kellergeschoss Schießkammern mit Maulscharten auf und war ursprünglich als Schalenturm ausgebildet. Ein kleiner, heute in die Vorburg integrierter Anbau diente Wohnzwecken. Vor- und Hauptburg sind heute von einer gemeinsamen Gräfte umgeben.